# Europejska Organizacja Badań Kosmicznych
Europejska Organizacja Badań Kosmicznych (ang. European Space Research Organization, ESRO) – istniejąca w latach 1964–1975 organizacja zajmująca się badaniami przestrzeni kosmicznej i astronautyką, utworzona przez osiem krajów Europy Zachodniej. W 1975 została połączona z Europejską Organizacją Rozwoju Rakiet Nośnych w Europejską Agencję Kosmiczną.
Po II wojnie światowej kraje europejskie, podobnie jak USA i ZSRR, zainteresowały się osiągnięciami III Rzeszy w dziedzinie rakietnictwa. Naukowcy z krajów zachodniej Europy zdawali sobie jednak sprawę, że narodowe programy każdego państwa z osobna nigdy nie będą mogły być porównywalne z programami dwóch światowych mocarstw. W 1958 Edoardo Amaldi i Pierre Auger podjęli debatę na temat wspólnej zachodnioeuropejskiej agencji kosmicznej. W debacie udział wzięli przedstawiciele ośmiu krajów.
Zdecydowano o utworzeniu dwóch wspólnych agencji. ESRO, mającej zajmować się badaniami przestrzeni kosmicznej i budową aparatury i satelitów naukowych, oraz ELDO, która miała budować wspólne rakiety nośne dla satelitów ESRO. Porozumienie o ESRO podpisano w Paryżu 14 czerwca 1962, a weszło w życie 20 marca 1964, zarejestrowane przez Sekretariat ONZ 11 marca 1965 r.
ESRO składało się z szeregu ośrodków skupiających się na różnych aspektach działalności organizacji:
- ESTEC – instytut inżynierii kosmicznej w Noordwijk, w Holandii
- ESLAB – ośrodek budowy aparatury badawczej i koordynacji projektów rakiet badawczych (Noordwijk, Holandia)
- ESRANGE – poligon rakietowy dla rakiet badawczych położony niedaleko Kiruny, w Szwecji
- ESOC – centrum kontroli, śledzenia (sieć ESTRACK) i przetwarzania danych (ośrodek ESDAC) z satelitów organizacji, położony w Darmstadcie, w Niemczech
- ESRIN – instytut badawczy zajmujący się fizyką przestrzeni kosmicznej, obecnie centrum obserwacji Ziemi i centrum teleinformatyczne ESA. Położony w miasteczku Frascati, 20 km od Rzymu, we Włoszech

Obecnie wszystkie te ośrodki są częścią Europejskiej Agencji Kosmicznej.